# Луїс Ґонсалес Маккі
Луїс Ґонсалес Маккі (ісп. Luis Ángel González Macchi рід. 13 грудня 1947, Асунсьйон) — парагвайський політичний діяч, президент Парагваю з 1999 до 2003. 

## Життєпис
Як президент парламенту Парагваю, Ґонсалес Маккі вступив на посаду 29 березня 1999 після вбивства шістьма днями раніше віце-президента, Луїса Марії Аргани, і подальшої відставки президента Рауля Кубаса, на тлі звинувачень про те, що вбивство було скоєне політичними прихильниками Кубаса. 
Ставши президентом, Ґонсалес Маккі спробував створити коаліційний уряд для стимулювання співпраці в Парагваї і пожвавлення економіки, що постраждала від політичної кризи.  
Ця коаліція проіснувала недовго, так як Автентична Радикальна Ліберальна партія залишила її в 2000, залишивши Ґонсалеса Маккі без більшості в законодавчому органі.  
Ґонсалес Маккі ставав все більш непопулярним, оскільки положення в економіці залишалося важким, а законодавчі ініціативи блокувалися в парламенті. Була зроблена спроба державного перевороту в 2000 і спроба імпічменту в 2001, що не увінчалися успіхом.  
Ґонсалес Маккі зміг втриматися на президентській посаді до виборів 2003, які виграв Ніканор Дуарте.  
Він покинув свій пост 15 серпня 2003. 
4 грудня 2006 Ґонсалес Маккі був засуджений до восьми років позбавлення волі за звинуваченням у шахрайстві і розтраті  . Вирок був оскаржений. 